# Pallas (planetoïde)
(2) Pallas is de tweede planetoïde in het zonnestelsel, zowel wat betreft de grootte als de volgorde van ontdekking (op 28 maart 1802 door H. W. Olbers te Bremen). 
De eerst ontdekte en grootste planetoïde is Ceres in 1801. Pallas is een zogenaamde protoplaneet.

## Naamgeving
Genoemd naar Pallas in de Griekse mythologie, de dochter van Zeus en beschermgodin van de stad Athene. Er is een mannelijke Pallas in de Griekse mythologie, namelijk de god van wijsheid, maar de eerste planetoïden kregen vrouwelijke namen.

## Omschrijving
De omvang van Pallas is met 582 × 556 × 500 km een fractie groter dan de derde grootste planetoïde Vesta. Pallas beweegt zich in een baan om de zon op een afstand van ongeveer 416 miljoen km.
Gedurende de occultatie van 29 mei 1979 dacht men een kleine maan met een diameter van 1 km ontdekt te hebben, maar dat is later niet bevestigd. In 1980 gaf spikkelinterferometrie een grotere satelliet met een diameter van 175 km, maar het bestaan van de satelliet was later weerlegd.
Het chemische element Palladium (atoomnummer 46) is genoemd naar Pallas.